# Cinna (jurista)
Cinna va ser un jurista romà que menciona Pomponi, i diu d'ell que va ser deixeble de Servi Sulpici.
També en parlen Ulpià i Prisc Javolè. No hi ha dades per identificar-lo amb cap dels diversos Cinna històrics de la seva època. Podria haver estat fill del famós Luci Corneli Cinna (cònsol del 86 aC). Gneu Corneli Cinna Magne, amb el que de vegades se l'ha identificat, va viure en una data massa tardana per ser aquest Cinna. A més Sèneca diu d'aquest Gneu, que va ser cònsol l'any 5, que era un home estúpid quod nostro jurisconsulto minime convenit (que convé no confondre'l amb el nostre jurisconsult). Maiansius diu que podria ser Gai Helvi Cinna, un poeta romà contemporani i amic de Catul.